# Othreis boseae
Othreis boseae är en fjärilsart som beskrevs av Saalmüller 1880. Othreis boseae ingår i släktet Othreis och familjen nattflyn. Inga underarter finns listade i Catalogue of Life.